# Крижень чорний
Крижень чорний (Anas poecilorhyncha) — вид водоплавних птахів родини качкових (Anatidae). Поширений у Південній і Південно-Східній Азії.

## Поширення та підвиди
Визнано два підвиди:
- A. p. poecilorhyncha Forster, 1781 — поширений в Індії, Пакистані, Бангладеш та Шрі-Ланці;
- A. p. haringtoni (Oates, 1907) — М'янма, південь Китаю, Індокитай.

Раніше крижня китайського вважали третім підвидом. Польові дослідження, проведені в Гонконзі на півдні Китаю та опубліковані в 2006 році, показали, що хоча і китайський, і чорний крижень (підвид A. p. haringtoni) розмножувалися в цьому регіоні одночасно, змішані пари спостерігаються лише дуже рідко. Ґрунтуючись на цьому спостереженні, більшість систематиків розглядають китайського крижня як окремий вид.

## Опис
Довжина тіла становить від 58 до 63 сантиметрів. Самці важать від 1230 до 1500 г. Самиці значно легші і важать від 780 до 1360 г. Дорослі качки мають коричнево-чорне оперення, білий живіт і біле обличчя. Ноги помаранчево-червоні. Має жовтий дзьоб.

## Спосіб життя
За своєю поведінкою вид багато в чому схожий на крижня звичайного. Трапляється невеликими зграями і сімейними групами в мілководних болотистих водах. Живиться в основному рослинною речовиною. Качки їдять зелені водні, берегові та наземні рослини, а також насіння, плоди, комах, пуголовків, ікру, дрібну рибу, жаб і черв'яків.
Шлюбний період — весна. Будують гнізда з рослин на берегах. Розмножуються один раз на рік і відкладають від 8 до 14 яєць. Сезон розмноження триває з травня по грудень, насиджує 26-28 днів. Пташенята оперяються через 49-56 днів.